# Ligovo
Ligovo (ryska Лигово) är en plats inom Sankt Petersburgs federala stadsområde i Ryssland. I dag tillhör Ligovo området Uritsk i distriktet Krasnoselskij.
Ballerinan Anna Pavlova bodde där, hos sin mormor, under sina första år. Ballerinan Matilda Ksjesinskaja föddes i Ligovo.